# Secrets of a Small Town
Secrets of a Small Town est un épisode pilote créé par Charles Pratt Jr., réalisé par Adam Davidson et produit par Touchstone Television. Il a été commandé par le réseau ABC pour la saison 2006-2007, mais n'a pas été retenu.

## Synopsis
À la demande de son patron, la célèbre reporter Bethany Steele revient dans sa petite ville natale de Santa Ruiz pour la première fois en 8 ans afin d'enquêter sur le meurtre d'une adolescente et la disparition de sa sœur jumelle.
La petite ville, en apparence paisible, de Santa Ruiz est abasourdie par ces crimes - les actes les plus graves qu'elle ait connus depuis un siècle. Menant une enquête parallèle à celle de la police, Bethany exploite ses propres atouts : notamment ses connaissances sur les trois grandes familles de la ville. Mais les raisons pour lesquelles elle avait quitté la ville n'ont pas changé et elle est vite rattrapée par son passé.
Accompagnée de son caméraman, Bethany participe aux recherches pour retrouver Kayla, la disparue. Elle y retrouve la famille des jeunes filles ; Russell, le père - qui est l'un des principaux suspects -, Peter, le frère qui semble connaitre la plupart des secrets de la ville et la jeune belle-mère, Brenda. Il y a le médecin de la ville, Tom Wilson, qui hante le passé de Bethany et qui a deux frères ; Grant et Chad qui auraient tous les deux aimés quitter la ville quand ils en avaient l'occasion. Puis, il y a la sœur éloignée de Bethany, la shérif Sam Steele qui vit avec Jimmy Daniels, un homme au lourd passé. Sa fille, Tisha, a grandi avec Chad, qui est sorti avec une des jumelles et deviendra vite un suspect.

## Distribution
- Angie Harmon : Bethany Steele
- Leighton Meester : Kayla Rhodes
- Whitney Able : Meredith
- John L. Adams : Quinn Gaiser
- Dwayne L. Barnes : Harris
- Ria Bellafiore : La nurse
- Tyler Christopher : Grant Wilson
- Lisa Clark : Une fille qui pleure
- Celestino Cornielle : Staffer (garçon)
- Kaley Cuoco : Misty Anders
- Kim Every : Le médecin légiste
- Sean Patrick Flanery : Jimmy Lee Daniels
- Nikki Griffin : Christine
- Lucy Hale : Tisha Steele
- Rey Herrera : Une reporter
- Matt Long : Chad Wilson
- Jessica Lucas
- Samantha Mathis : Samantha Steele
- Denise Richards : Brenda Rhodes
- Matthew Settle : Nash
- Donn Andrew Simmons : Bob
- Jacob Smith : Peter Rhodes
- John Terry : Russell Rhodes
- Brian Van Holt : Dr. Tom Wilson
- Celestino Cornielle : Male Staffer